# Cichla nigromaculata
Cichla nigromaculata é uma espécie de Tucunaré encontrada no alto do Rio Orinoco e no meio do Rio Negro. É popularmente conhecido como Tucunaré Tauá, Tauã ou Pitanga. Seu peso pode chegar até 3kg.
Seu corpo é alongado e meramente comprimido, possuindo uma cor esverdeada. É popular entre pescadores por sua dificuldade em ser pescado. 
O Tucunaré Tauá se reproduz de 2 a 3 vezes no ano, geralmente em épocas quentes e chuvosas, coincidindo com os inícios da Primavera e do Verão. Nessas épocas, os rios e lagos estão mais cheios, e providenciam mais alimentos aos filhotes. A reprodução envolve cuidado parental, territorialidade e períodos específicos para desova. Ele é um peixe que não migra para desovar e é capaz de nidificar. 
É um peixe oportunista e predominantemente piscívoro. Em alguns habitats, se alimenta de crustáceos, e menos frequentemente de insetos aquáticos ou terrestres. Preda principalmente em horários de menor luminosidade, e foca em peixes que andam em cardumes. 
Gosta de águas claras e lentas, com vegetação submersa e estruturas naturais, com a temperatura variando de 24 a 30 graus. 